# Anton Mervar
Anton Mervar, slovensko-ameriški izdelovalec harmonik * 20. marec 1885, Trbovlje, Štajerska, Avstro-Ogrska (danes Slovenija) † 21. julij 1942, Miltonvale, Kansas, ZDA.

## Življenje in delo
Rodil se je 20. marca 1885 v Trbovljah kot prvorojenec očetu Antonu Mervarju (* 30. oktober 1859), rudarju iz Šmihela pri Žužemberku in materi Heleni roj. Mahkota (* 17. december 1864). Starša sta se poročila 27. julija 1884 v Trbovljah. Delal je kot vajenec pri podjetju Lubas in Sin, kjer je leta 1912 opravil vajeništvo, kmalu zatem, leta 1913, se je preselil v Ameriko.
Leta 1921 je odprl svoje harmonikarsko podjetje v Clevelandu. Vsako drugo leto pa je hodil po Evropi in kupoval dele za svoje harmonike.
Anton Mervar in njegova žena Francka sta umrla v avtomobilski nesreči v Miltonvalu v Kansasu, 21. julija 1942. Mervar je šel na "delavske počitnice", v svoj avto je naložil harmonike in potoval po mestih, kjer so bili nastanjeni Slovenci, ter jih prodajal. Rečeno je bilo, da se je njun avto prevrnil v grapo, kjer sta se utopila le v nekaj centimetrih vode.
Njun sin Anton je bil diabetik in takrat nastanjen v Clevelandski bolnišnici. Kmalu po smrti staršev je zaradi hipoglikemije umrl tudi on. Podjetje je prešlo na Mervarjevo hčerko Justine Reber, ki pa je večino delov in materiala prodala bivšim zaposlenim.

## Mervarjeve harmonike
Model Mervarjeve harmonike iz leta 1905 je imel v lasti Kurt Rossacher iz Avstrije. Kasneje je bila prodana in je sedaj v lasti Američana Davida Slicka. Rossacher ima tudi veliko zbirko zgodnjih Mervarjevih harmonik, vključno z modelom iz 1905 in pozneje modelom 1930 izdelanim v Clevelandu.
Na njegovo harmoniko modela 1927 je igral tudi Matt Hoyer.